# ガシャポン

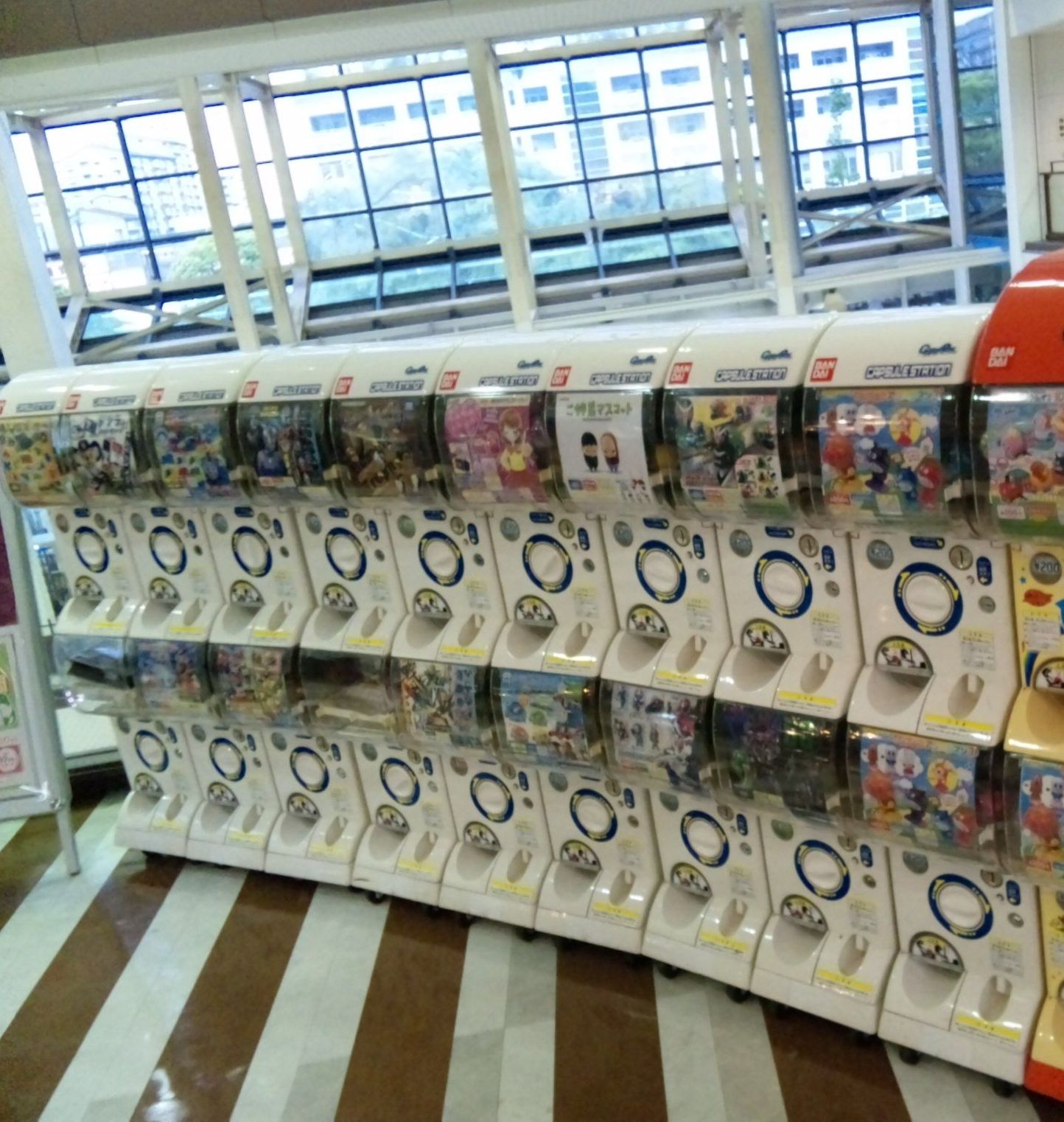
ずらりと並ぶガシャポン

ガシャポン (GASHAPON) は、バンダイが製造販売しているカプセルトイの一種であり、同社の商標および商品名。

## 概要
カプセルトイは他にも様々な会社が製造販売しており、ガチャポン・ガチャ・ガチャガチャなどの通称で呼ばれているが、「ガシャポン」「GASHAPON」はバンダイが商標登録を行い（日本国、商標登録第1756991号、第6460207号ほか）使用している名称である。そのためかグループ会社のバンダイナムコエンターテインメントも、一般的によく使われるゲームのいわゆるガチャ（アイテム課金）のことを「ガシャ」と呼称している。「ガチャ」と「ガチャンコステーション」は株式会社タカラトミーアーツが登録（第4106448ほか・4763676号〈権利消滅〉）している。
バンダイのカプセルトイ市場参入当初から「ガシャポン」だったのではなく、商標登録以前には「SDガンダムワールド ガチャポン戦士」など、バンダイの商品でも「ガチャポン」表記例が見られた。
バンダイのガシャポンに限らず、他社製のガチャポンを含めたカプセルトイは、駄菓子屋やコンビニエンスストア、スーパーマーケット、レンタルビデオ店、アミューズメント施設、地下鉄の一部路線内通路などに設置されており、場所によっては一箇所に複数台の販売機器が置かれている場合が多く、2000年代以降になるとカプセルトイ専門店も登場している。また、多くのキャラクター版権を持っているバンダイは、映画館で上映される作品と連動する発売タイトルをリリースし、劇場（映画館）に置かれたカプセル筐体で先行販売されることもある。東京スカイツリーや各地に立つガンダム立像併設のガンダムベースなどのランドマークや、ちゃおスタイルショップ、戦国甲冑を取り扱うグッズショップ専売タイトルなども存在する。
コンビニエンスストア・セブン-イレブンの店頭でベンダー機を使用せず、中の見えない色つきカプセルに商品を封入し手売り販売をする方法として「ガチャボックス」を2001年に開始する。ガチャボックスは玩具メーカー5社の共同販売方法で、バンダイ固有の販売形式ではない。その後バンダイはガチャボックスリリースを2007年で終了し、2013年から「カプセルポン!」の名称で擬似ベンダー機の様な厚紙製の専用の箱を使い、カプセルベンダーと同じ商品タイトルをコンビニエンスストアで手売り販売する形式を開始する。カプセルベンダー筐体数の制限があり人気商品タイトルが行き渡らない地方都市はコンビニエンスストアで販売も試行する。

## 歴史
バンダイのカプセルトイ市場参入は、アメリカで誕生したカプセルトイ（カプセル自動販売機）が日本に初輸入された1965年から12年後の1977年（昭和52年）である。当時は異例の100円機であるBVM100型（通称エイコン）を導入。
1983年、第1次ブーム。『キン肉マン』のキャラクターフィギュア「キン肉マン消しゴム」（キンケシ）を販売。400種類以上を展開、累計1.8億個を売り上げた。
1988年、ガシャポンと同様の販売形態を持つトレーディングカード用の「カードダス」販売機を導入。
1991年、200円カプセル「BVM201」を導入。
1995年、第2次ブーム。前年発売の『ガシャポンHGシリーズ・ウルトラマン』のフィギュアがフルカラーとなり、大人まで人気を得た。
2001年、初代『カプセルステーション』導入。400円までの価格設定が可能になる。
2002年、第3次ブーム。大手総合スーパー等の玩具売り場への設置が増加。関連イベントも多く開催された。
2003年、卓上やカウンターへの設置を目的とした『超小型機カプセルステーションmini』を導入。
2006年、音声付き玩具「サウンドロップ」シリーズ発売。2008年には2000万個を突破。同年、バンダイがエポック社のカプセル及びカード自動販売機について、特許権侵害で提訴した。その後2007年に特許の侵害が認められて、製造・販売の禁止と損害額の支払いが命じられている。2008年5月8日にエポック社の上告が棄却されて、バンダイ側の勝訴が確定している。
2008年には、カプセル誤飲事件を受け、カプセル自体に「穴を複数あける」「注意を促す刻印をカプセルに施す」「直径31.8 mm以下のカプセルを使用しない」などの基準見直しと共に、環境資源も考慮した「⌀50カラーカプセル」を多用しはじめた。のちに環境的配慮を含めたカプセルを開発し、カプセル上下がつながって構成されているものなどを各サイズ導入し始める。
2011年、『カプセルステーションⅣ』導入。10円〜550円の価格設定が可能になる。
2012年、『カプセルステーションⅤ』導入。コイン投入口をふさぐ「売り切れ」表示が付く。
2013年、第4次ブーム。『妖怪ウォッチ』シリーズから「妖怪メダル」発売、『くじガシャポン』を導入。
2014年、『烈車戦隊トッキュウジャー』の「トッキュウレッシャー」発売に合わせ、長さ約10 cmの筒型カプセル「ガシャポンカン」を新規格として採用。データカードダスやなりきりグッズ、人型のフィギュアなども分解せずに梱包できることも想定する。カプセルの形状からカプセルベンダー以外の運用も可能で、コンビニ店頭で販売するなど販路の拡大に寄与している。
2017年、インバウンド需要が拡大。東京駅一番街に初のオフィシャルショップ『TOKYO GASHAPON STREET』、羽田空港国内線ターミナルに『GASHAPON SKY SHOP』を開店する。
2018年、「いきもの大図鑑シリーズ」発売。2019年にシリーズ累計100万個突破。2019年日本おもちゃ大賞ハイターゲット・トイ部門優秀賞受賞。
2020年、第5次ブーム。商品の品質向上に加え、カプセルトイ専門店が増加。客層も老若男女に拡大し、買った後にSNSにアップするユーザーも増加した。
2021年1月に、500円硬貨投入が可能で最高500円4枚＋100円5枚で2500円を上限としたカプセルトイ自販機『プレミアムガシャポン』を発表。カプセル径も従来の最大75mmから最大80mmとなる。
2022年2月には最大A4サイズの平面商材が販売可能なガシャポンステーション専用オプションケース『フラットガシャポン』を導入。
2024年3月、2013年から2015年まで開催されていたガシャポンフェスタから9年ぶりにガシャポン史上最大級イベント『ガシャポンEXPO 2024 ～ガシャポンの未来を見に行こう！～』（池袋サンシャインシティ）を開催。
2025年8月1日、前年度の売上個数により「カプセルトイ世界売上No.1ブランド（Largest Capsule Toy Brand）」としてギネス世界記録に認定された。

## 封入されている玩具の変遷
カプセルトイに封入されている玩具は、かつてはカプセルトイ草創期のメーカーである日商貿易やコスモスなどの製品にみられたような幼稚園から小学校の子供を対象としており、バンダイの製品もキン肉マン消しゴム（キン消し）、SDガンダム消しゴム（ガン消し）などが作られた。おもに用いる素材はダイキャスト、プラスチック、塩ビ / PVCの順で推移し、それぞれ廉価な素材を用いる。

### 現在の主なシリーズ商品
| - カプセルステーション（プレミアムガシャポン含む） - はさむんです。でらっくすシリーズ - ぷっくりラバーマグネットシリーズ - ハグコットシリーズ - はぐこっとーとシリーズ - ならぶんです。シリーズ - ふらっとならぶんです。シリーズ - スイングシリーズ - ストラップシリーズ - めじるしアクセサリーシリーズ - ふらっとめじるしアクセサリーシリーズ - カプセルラバーマスコットシリーズ - つまんでつなげてますこっとシリーズ - アクリルキーチェーンシリーズ - アクリルチャームシリーズ - アクリルマスコットシリーズ - サウンドロップシリーズ - カプキャラシリーズ - なりきりグッズシリーズ - なりきりアクセシリーズ - Ringcolle!シリーズ - カプセルヘアクリップシリーズ - ポーチコレクションシリーズ - ミニチュアミラーコレクションシリーズ - カプセル缶バッジシリーズ - アクリルスタンドシリーズ - ポスコレ(ポスターコレクション)シリーズ - エアー（空ビ）シリーズ - くるぺたシールシリーズ - ガシャポンくじ あそーとコレクションシリーズ - HGシリーズ - HG GIRLS シリーズ - EXCEED MODELシリーズ - ガシャポン!コレクションシリーズ - ミニチュアコレクションシリーズ - ミニチュアチャームシリーズ - おうちでガシャポンシリーズ - Capsule トルソーシリーズ - カプセルフィギュアコレクションシリーズ - ジェムリーズシリーズ - ●●隊シリーズ - すわらせ隊りあるシリーズ - ●動 GPシリーズ - 豆ガシャ本シリーズ - 豆ガシャ色紙シリーズ - びっくらたまご(ガシャポン販売版)シリーズ - ポンデクルール マルチカラーパウダーシリーズ | - その他 - アンパンマン専用筐体タイトル - フラットガシャポン - スマートガシャポン - その他（販売場所限定） - 回転寿司元気寿司チェーン専売タイトル - 回転寿司くら寿司専売箱タイトル - アニメイト専売<球vic> - 東京ヤクルトスワローズオフィシャルショップ専売タイトル - 阪神タイガース TEAM SHOP CLUBHOUSE専売タイトル - 藤子・F・不二雄ミュージアム専売タイトル - Nintendoオフィシャルショップ専売タイトル - サンリオピューロランド専売タイトル - イオンモール流通限定タイトル - namcoアミューズメント/namco pop up store専売 - 最強ジャンプ 最強ガシャステーション専売タイトル |

### 過去の主なシリーズ商品
| - カプセルステーション - ミニプラシリーズ - クロスアップタイプシリーズ - コインダスシリーズ - ダイキャストシリーズ - カーリングバトルシリーズ - ガシャポンキッズシリーズ - スーパーフィギュアシリーズ - F・Bコレクションシリーズ - ガシャポンジグソーシリーズ - ディスクジャックシリーズ - ミニミニカードダスシリーズ - はさむんですシリーズ - プレートキーチェーンシリーズ - （ここにタイトルが入る）DXシリーズ - スクリューズシリーズ - バウンドボールシリーズ - フルカラーコレクション - かみつきシリーズ - ステーショナリーシリーズ - ふわっこクラブシリーズ - くっつくんですDXシリーズ - ポケットガーデンシリーズ - ポケットワールドシリーズ - ポケットアクセサリーシリーズ - ボタンメイトシリーズ - スタンプワールドシリーズ - アクションフィギュアシリーズ - テープクラブシリーズ - クリップワールドシリーズ - フルカラー/SDフルカラーシリーズ - リアルコレクションシリーズ - HGイマジネイションシリーズ - ティンバッヂシリーズ - ちびぐるみ/…ぐるみシリーズ | - ふわっこパペットシリーズ - フラッシュスイングシリーズ - ガシャポンフォーミュラシリーズ - ちまこれシリーズ - キューブメイトシリーズ - マグカップクラブシリーズ - タイムショットシリーズ - キャラトレインシリーズ - ズンチャッチャスイングシリーズ - フレーバーマスコットシリーズ - おでかけシリーズ - おきがえシリーズ - 特撮メカコレクションマシンクロニクル - キャラッピンバスシリーズ - カプセルトントンシリーズ - 萌あ・ら・もーどシリーズ - エアーフレンズシリーズ - くたっぴーずシリーズ - トーテムドームシリーズ - つなげてシリーズ - なりきり〜ギアシリーズ - トリコレ！シリーズ - シャカシャカスイングシリーズ - サウンドロップシリーズ - プロジェクターライトシリーズ - アルティメットソリッドシリーズ - H.G.C.O.R.E.シリーズ - フルカラーヒーローシリーズ - HGIFシリーズ - アクションポーズシリーズ - G.G.シリーズ - miniature maniaシリーズ - ソフビコレクションシリーズ - PAKUPAKUシリーズ - ブラブラスイング - リンリンスイング - スタンプメイトシリーズ - ヘッドマンシリーズ - チキチキシリーズ - ふにゅふにゅシリーズ | - キーカバーシリーズ - ヒーロータイムシリーズ - DGシリーズ - カプセル合体シリーズ - Tag Swingシリーズ - ハイブリッドグレードシリーズ - HGヒーローズシリーズ - カプションどーるシリーズ - デコラバースイング - （ケータイ）クリーナーシリーズ - 根付シリーズ - キラキラデコラシリーズ - ラバープレートキーチェーンシリーズ - ふわふわマスコットシリーズ - がんばれ!シリーズ - ダブルストラップシリーズ - にょっきりストラップシリーズ - アニコラシリーズ - ヘアアクセコレクションシリーズ - ダブルジャックマスコットシリーズ - メタルアクセサリーシリーズ - ダイキャストチャームシリーズ - ガシャプラ（ガシャプラＱ）シリーズ - くっつくんですシリーズ - はさむんです。シリーズ - ぴたきゅんラバークリップシリーズ - ライトマスコットシリーズ - キャラレールシリーズ - 森の…シリーズ（専用筐体のみ販売時もあり） - はむはむクリップシリーズ - ふぃぐりっぷシリーズ - リアルチェンジシリーズ - カプセルラトルシリーズ - カプセルグッズ（バラエティグッズ）シリーズ - カプセルファンシリーズ - コレキャラ！シリーズ - Twinkle Statueシリーズ - ちまっ!きゃらシリーズ - ガシャポートレイツシリーズ |

| - カプセルステーションmini専売 - プチライン/プレートプチラインコレクションシリーズ - SQピンズコレクションシリーズ - ガシャポンピンズコレクションシリーズ - DXキャラピンズコレクション - ラメピンズシリーズ - リバーシブルプレートシリーズ - メタルプレートキーチェーンシリーズ - カプセルカンバッジシリーズ - ZEPPIN series - アニメイト専売タイトル - スウィーツステーション - miniPEZシリーズ - mini×mini PEZシリーズ - おかし缶シリーズ - くるりんぱっくんシリーズ - その他 - DATAPガシャポンバトル - ガシャポンBIG - ガチャボックス - ちゃおスタイルショップ専売タイトル - 雄大 SUN!SUN!サンシャインCafe専売タイトル - CAPSULE SQUARE - NHK自販機専用タイトル - ファミリーレストラン ガスト専売タイトル - グランドスラム取り扱いショップ専売タイトル - Netzトヨタショールーム専売タイトル - バンダイナムコアミューズメント専用ミニクレ専売タイトル - セガ アミューズメント トルコレ専売タイトル |

シリーズものではなく、単作なものでシリーズ展開予定だったものや、カプセルを使わないものなど、HGワールドのように試験的に発売したタイトルが存在する。